# Bermillo de Sayago
Bermillo de Sayago – gmina w Hiszpanii, w prowincji Zamora, w Kastylii i León, o powierzchni 189,55 km². W 2011 roku gmina liczyła 1181 mieszkańców.